# بوچ (دهانه)
بوچ یک دهانه برخوردی در ماه است.

## دهانه‌های اقماری
این دهانه ۵ دهانه اقماری دارد.
| Buch | عرض جغرافیایی | طول جغرافیایی | قطر          |
| ---- | ------------- | ------------- | ------------ |
| A    | ۴۱٫۰° S       | ۱۷٫۶° E       | ۱۹٫۰ کیلومتر |
| C    | ۳۷٫۳° S       | ۱۷٫۲° E       | ۲۸٫۰ کیلومتر |
| B    | ۳۷٫۸° S       | ۱۷٫۰° E       | ۶٫۰ کیلومتر  |
| E    | ۳۹٫۰° S       | ۱۶٫۵° E       | ۶٫۰ کیلومتر  |
| D    | ۳۹٫۶° S       | ۱۶٫۵° E       | ۷٫۰ کیلومتر  |